# Orthacanthus
Orthacanthus és un gènere extint de taurons, que va aparèixer fa 400 milions d'anys, en el període Carbonífer inferior. Ha estat batejat com "el terror dels aiguamolls". Els seus fòssils han estat trobats a Nord-amèrica i Europa. Tenia la forma del cos d'una anguila que assolia gairebé 4 metres de llarg. Tènia dues fileres de dents diferents, serrades i planes.